# دوروتی شپرد-بارون
دوروتی شپرد-بارون (انگلیسی: Dorothy Shepherd-Barron; ۲۴ نوامبر ۱۸۹۷ – ۲۰ فوریهٔ ۱۹۵۳) تنیس‌باز زن اهل بریتانیا بود.
وی در مسابقات کشوری و بین‌المللی در مجموع برندهٔ ۱ مدال برنز شده‌است.